# Juan Acosta (militar)
Juan Acosta fue un militar argentino, uno de los llamados Treinta y Tres Orientales. 

## Biografía
Juan Acosta nació en Tigre (Buenos Aires), Virreinato del Río de la Plata, a fines del siglo XVIII.
Era amigo de Juan Antonio Lavalleja y acompañó desde su primera reunión en Barracas a los patriotas que planeaban liberar la Banda Oriental del dominio brasilero. Formó parte de la cruzada libertadora que partió el 10 de abril de 1825 desde San Isidro (Buenos Aires) y que pasó a la historia como la expedición de los Treinta y Tres Orientales.
Los patriotas desembarcaron 9 días más tarde en la Playa de la Agraciada para iniciar luego el alzamiento de la campaña oriental. Acosta participó en el gobierno de Manuel Calleros desde el 14 de junio de 1825 e intervino en el Congreso de La Florida.
No participó de las luchas civiles que siguieron a la liberación del Uruguay y a su independencia tras la Guerra del Brasil. Falleció muy anciano. En el célebre cuadro del pintor Juan Manuel Blanes aparece Juan Acosta, el segundo a la izquierda de la obra, entre Ignacio Nuñez y Felipe Carapé.

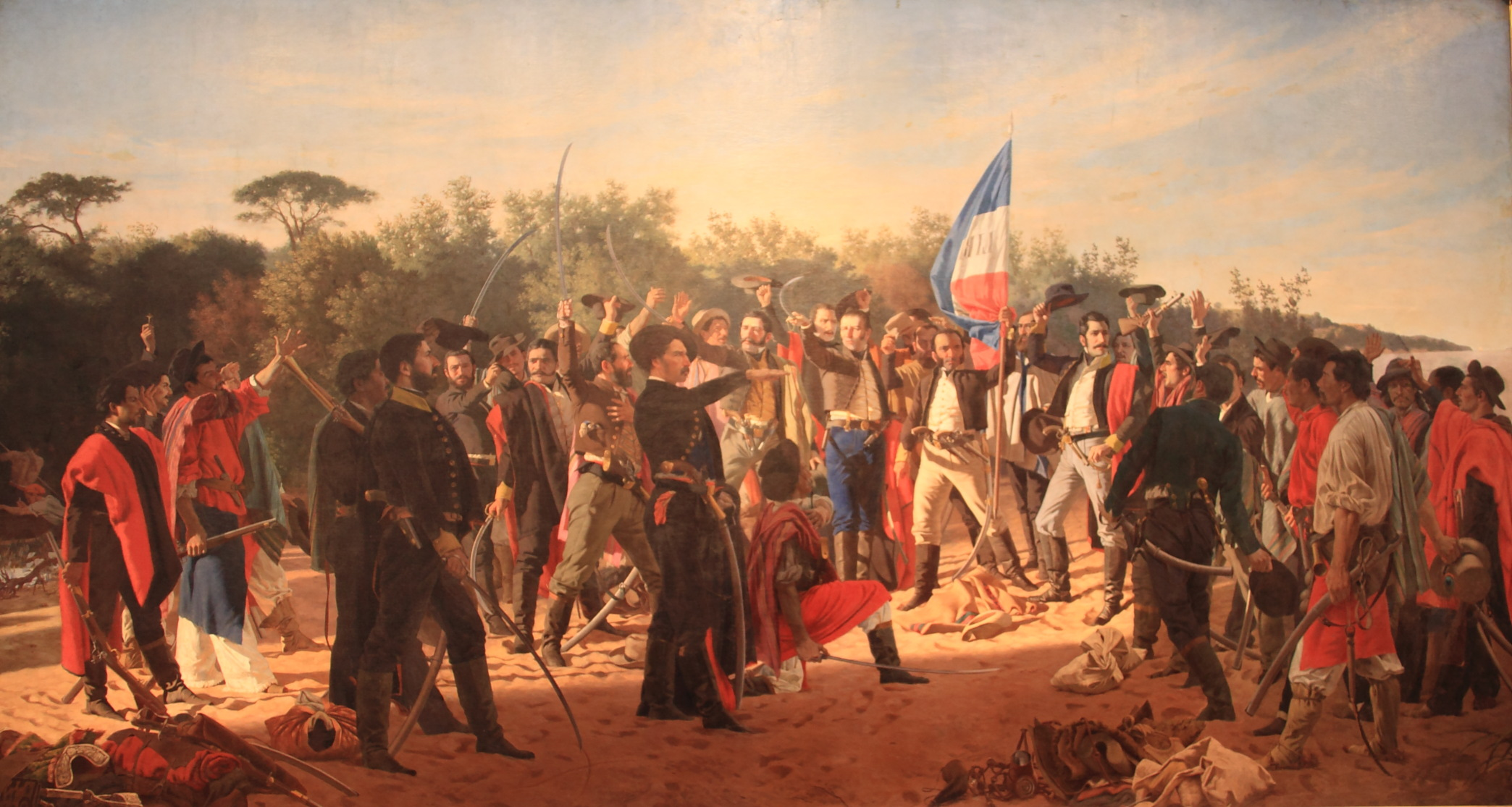
El Juramento de los Treinta y Tres Orientales, óleo de Juan Manuel Blanes.